# Schlüsselfertiges Bauen
Schlüsselfertiges Bauen (kurz SF oder SF-Bau) beschreibt Baumaßnahmen, die von Baubeginn bis zur Fertigstellung vom Auftragnehmer (Generalunternehmer) ausgeführt werden und anschließend dem Auftraggeber (in der Regel der Bauherr) „schlüsselfertig“ übergeben werden.

## Merkmale
Der Begriff „schlüsselfertig“ ist nicht eindeutig rechtlich definiert. Daraus ergeben sich dann Unterschiede im Fertigstellungsgrad bei verschiedenen Anbietern (wie etwa Malerarbeiten, Einbauküche, Bodenbeläge, Gartenanlage). Welche konkrete Qualität die geschuldeten Leistungen bei einer funktionalen Leistungsbeschreibung haben müssen, ergibt sich nicht automatisch aus dem Begriff, sondern ist im Wege der Auslegung gemäß § 133 ,§ 157 BGB zu bestimmen. Maßgeblich sind dabei unter anderem der technische Standard des geplanten Bauvorhabens, dessen gestalterischer Anspruch sowie die vorgesehene Nutzung des Gebäudes. Diese Umstände geben Hinweise darauf, welchen Ausführungsgrad und welche Beschaffenheit der Auftragnehmer schuldet. Dagegen bezeichnet der Begriff bezugsfertig den Abschluss wesentlicher Arbeiten (siehe Bezugsfertigkeit).
Der Begriff wird regelmäßig als Bezeichnung für Bauverträge verwendet, die die Leistung bis zu diesem Stadium umfassen (so genannter Schlüsselfertig-Vertrag). Die Bauleistung wird dabei oft, aber nicht zwingend, zu einem Pauschalpreis ausgeführt. Ziel des Auftraggebers ist es dabei, sämtliche Verantwortungen und Pflichten zur termin- und vertragsgerechten Erfüllung eines Bauvorhabens auf den Auftragnehmer zu übertragen. Der Auftraggeber erhält dann bei der Übergabe symbolisch den Schlüssel. Typisch ist das schlüsselfertige Bauen für Bauträger oder Fertighauslieferanten. 
Im übertragenen Sinne wird der Begriff auch für andere komplexe Projekte im Anlagenbau, wie beispielsweise ein komplettes Kraftwerk, verwendet.